# Gyomlay László
Gyomlay László, Gyomlay László Ágoston (Verpelét, 1889. január 26. – Budapest, 1951. március 17.) reálgimnáziumi tanár, irodalomtörténész. 

## Életútja
Gyomlay László és Hohlik Jolán fia. Az Eötvös Kollégium tagjaként végezte el a budapesti egyetemet, ahol 1911-ben magyar-latin-görög szakos tanári diplomát szerzett és ledoktorált. 1913 és 1933 között a budapesti érseki gimnáziumban tanított, 1934 és 1944 között a VII. kerületi Madách gimnázium tanára volt. 1932. március 20-án Budapesten házasságot kötött Környey Paula színésznővel. 1951. február 25-én az ÁVH letartóztatta, majd vallomást erőszakolt ki tőle, ami alapján Sótonyi Gábor miniszterelnökségi osztályfőnököt letartóztatták. A hivatalos iratok szerint szervi szívbaj okozta a halálát az ÁVH fogságában. 
Szerkesztette 1920 és 1924 között A Magyar Jövő könyvtára sorozatot, 1935-37-ben a Kerekasztalt, 1935-ben a Tájékoztató a Nemzeti Színház Barátainak, 1935-36-ban a Színházművelődést, 1939-ben az Ifjúságirodalmi Figyelőt, 1944-ben az Ifjúsági Irodalmi Figyelőt.  Betűjele: Gy. L. (A Nemzet, 1925)

## Művei
- Gyulai Pál mint költő. Bp., 1912.
- Tarnopol felé. 1-2. kiad. Uo., 1916.
- Korompay Pista öröksége. Uo., 1923. (A Magyar Jövő könyvtára 6.)
- A bártfai harangok. Uo., 1923. (A Magyar Jövő könyvtára 9.)
- A mi táborunk. Uo., 1923. (A Magyar Jövő könyvtára 10.)
- Fergeteg. Uo., 1923. (A Magyar Jövő leánykönyvtára 10-11.)
- A szabadkai diák. Uo., 1923. (A Zászlónk diákkönyvtára 55-56.)
- A becsület. Uo., 1923. (A Zászlónk diákkönyvtára 64-68.)
- Egy marék hamu. Versek. Uo., 1924.
- Reng a világ. Ifj. reg. Uo., 1926.
- Elindult a tábor. Elb-ek. Uo., 1927. (Magyar diákkönyvtár 5.)
- A bujdosó. Reg. Uo., 1929. (Százszorszép könyvek)
- Felszáll a köd. Uo., 1931. (Pesti Hírlap könyvek 186.)
- Turáni vándorok. Rajzok. Uo., 1931.
- Újra leng a tábori lobogó. Uo., 1931.
- Újabb ped. áramlatok a magyar nevelésben. Uo., 1932.
- „Ég és föld elmúlnak...” Reg. Uo., 1937.
- Régi harangok kongását hallgatom. Reg. Uo., 1941.
- Felvidéki hős magyar diákok. Felvidéki magyar diákok írásai az 1938. é. felszabadulás idejéből. Uo., 1943.
- Elindultak Eger felé. Ifj. reg. Uo., 1947.